# اصلاح بازار
انواع اصلاح‌ها عبارتند از: «اصلاح‌های ساده، زیگزاگ یا ABC، پهنه، مثلث و پیچیده». سه نوع کاربردی آن‌ها اصلاح‌های ساده، ABC و پیچیده هستند. روش معامله در هر یک از انواع اصلاح‌ها متفاوت است.

## اصلاح‌های ساده
اصلاح‌هایی که تنها از یک موج تشکیل شده‌اند اصلاح‌های ساده نامیده می‌شوند. جهت یافتن انتهای اصلاح‌های ساده، معمولاً از تکنیک‌های معامله‌گری مبتنی بر خطوط و ابزار فیبو Ret استفاده می‌شود. تکنیک‌های رایج جهت یافتن انتهای اصلاح‌های ساده استفاده از انواع خطوط، یعنی خط روند صعودی، نزولی، چند محوره، چنگال اندروز و الگوی کفش است.

## اصلاح‌های ABC
اصلاح‌های دارای سه موج را اصلاح‌های ABC می‌نامند. از مزایای این اصلاح‌ها، قابلیت تشخیص منطقه قیمتی و زمانی پایان آن‌ها است.
در این اصلاح‌ها
- موج C باید از موج A فراتر رود.

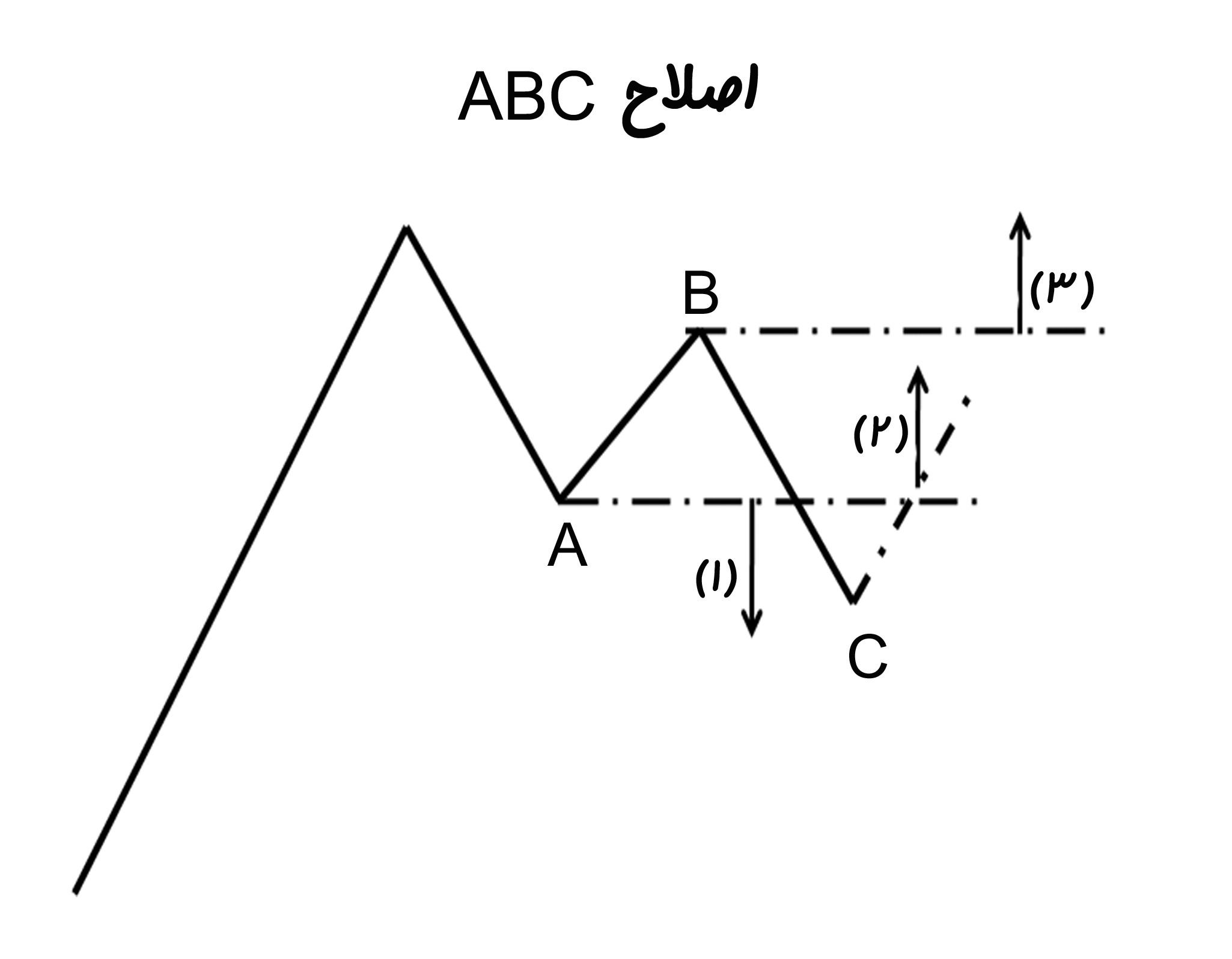
ABC Correction

- اگر قیمت به محدوده موج A بازگردد، شرایط حداقل برای اصلاح برآورده شده‌است.
- پیشروی قیمت از انتهای موج B، نشان از پایان اصلاح است.

در این اصلاح انتهای موج C حتماً پایین‌تر از کف موج A است. تا زمانی که کندل‌ها به محدوده کف A بازنگشته‌اند نمی‌توان تفاوتی بین این الگو که تأکید بر ادامه روند صعودی قبلی و الگوی ۱۲۳ نزولی که تأکید بر آغاز روند نزولی جدید دارد، در نظر گرفت.

الگوی ۱۲۳ چارلز داو و اصلاح ABC در مقابل یکدیگر هستند. شکل‌گیری این الگو در یک روند صعودی، تداعی‌کننده الگوی‌های ۱۲۳ نزولی و اصلاح ABC است. اگر آن را ۱۲۳ نزولی بدانیم انتظار ریزش داریم. در صورتی‌که ABC در نظر گرفته شود، نزول اخیر را موقتی دانسته و احتمال ادامه صعود را می‌دهیم. تا زمانی که کندل‌ها به محدوده کف A نفوذ نکرده باشند، نمی‌توان این الگو را اصلاح نامید و تکمیل اصلاح منوط به گذر از سقف B است.

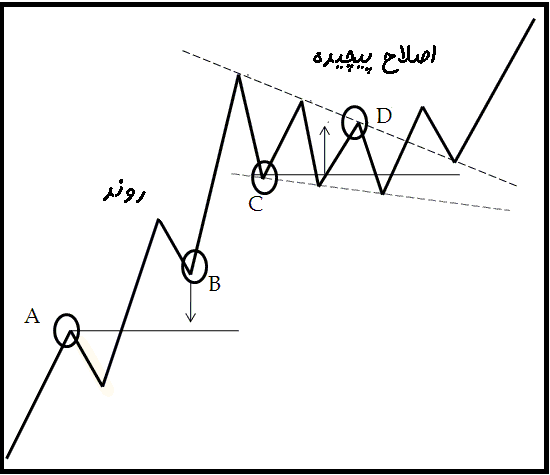
Complex Correction

## اصلاح‌های پیچیده
اصلاح‌های بیش از سه موج را اصلاح پیچیده می‌نامند. اصلاح‌های پیچیده ساختاری متداخل دارند یعنی قله‌ها و دره‌های متوالی در محدوده یکدیگر قرار می‌گیرند. در روندها، این تداخل یا همپوشانی بین قله‌ها و دره‌های متوالی وجود ندارد.
- اصلاح‌های پیچیده، ساختاری متداخل دارند.

- اصلاح‌های پیچیده، معمولاً به شکل الگوهای کلاسیک ظاهر می‌شوند.
- اصلاح‌های پیچیده، ساختاری کند دارند.
- حجم معاملات دراصلاح‌های پیچیده کاهش می‌یابد.